# Orbital Education
Orbital Education được thành lập vào năm 2005 bởi Kevin McNeany. Công ty điều hành một nhóm các trường học và cao đẳng cung cấp nền giáo dục Anh quốc do Cheadle Hulme ở Cheshire, Vương quốc Anh sở hữu và quản lý. Nhóm đã thành lập các trường học ở Vương quốc Anh và trên toàn thế giới, và danh mục đầu tư của họ tiếp tục được mở rộng.

## Các trường thành viên
- Trường quốc tế Britannica, Budapest
- Trường quốc tế Britannica, Thượng Hải
- Trường Quốc tế Anh, Ljubljana
- Trường Quito của Anh
- Trường quốc tế Anh ngữ Moscow
- Trường quốc tế Oryx, Doha